# Otter (Schiff, 1910)

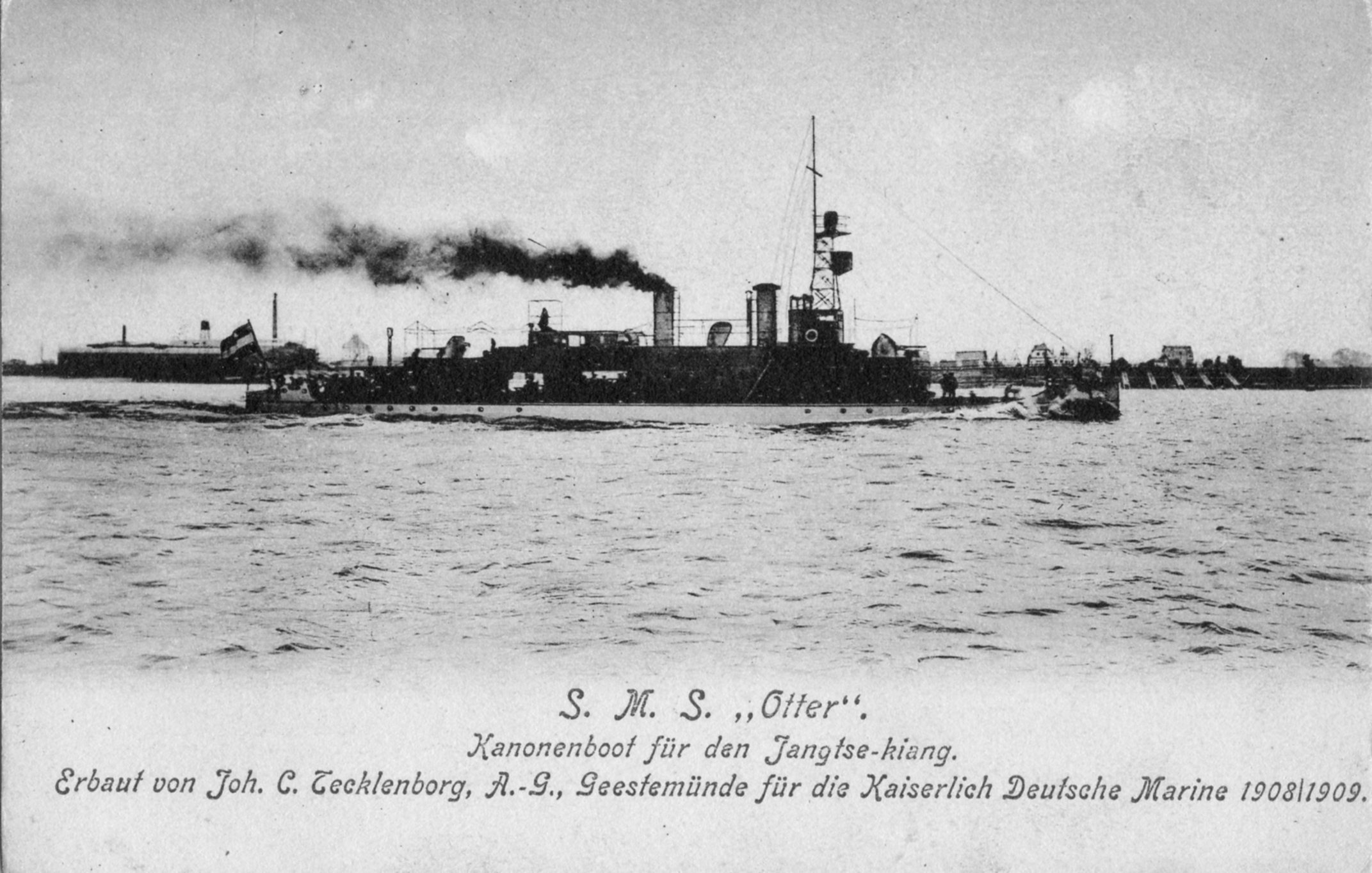
Flusskanonenboot Otter, ca. 1909, bei einer Probefahrt auf der Weser. Das Boot führt noch die National- und nicht die Reichskriegsflagge.

Die Otter war ein Flusskanonenboot der Kaiserlichen Marine, das von 1910 bis 1914 im Rahmen der deutschen Jangtse-Patrouille auf dem Jangtse in China eingesetzt wurde und dem Ostasiatischen Kreuzergeschwader unterstellt war.

## Konstruktion und Erprobungen
Die Konstruktion der Otter war an die der Vaterland und der Vorwärts angelehnt. Die Besonderheit bestand darin, dass Maschinenteile der Otter zur besseren Sicherheit gegen Beschuss aus leichten Waffen mit einem Spezialstahl versehen wurde. Auch verfügte sie über eine stärkere Maschinenanlage und zwei Schornsteine. Der Schiffsboden war völlig flach konstruiert, um ihr ein leichtes Auf- oder Abkommen von den Sandbänken des Jangtse zu ermöglichen.
Nach den Probefahrten auf der Weser wurde das Boot in neun Sektionen zerlegt und Ende 1909 mit dem Dampfer Marie Leonhardt der Hamburger Reederei Leonhardt & Blumberg nach Shanghai transportiert. Der Zusammenbau war Ende Februar 1910 abgeschlossen. Die Abnahmefahrt fand am 28. Februar 1910 auf dem Wusung statt.
Am 19. März 1910 wurde das Boot von dem Chef des Kreuzergeschwaders, Vizeadmiral Friedrich von Ingenohl, in Shanghai besichtigt und am 1. April 1910 in Dienst gestellt.

## Verwendung
Bis Ende 1910 operierte die Otter auf dem Jangtse und Xiang Jiang. Für die Überwindung der Stromschnellen zwischen Yichang und Chongqing benötigte sie nur 38 Stunden und unterbot damit den Rekord eines französischen Kriegsschiffs. Am 15. Dezember 1910 wurde sie in Chongqing für die Überwinterung außer Dienst gestellt.
1911 operierte die Otter nach einer Reparatur in Shanghai erneut auf dem Jangtse. Nach dem Ausbruch der Chinesischen Revolution geleitete sie Schiffe mit flüchtenden Ausländern in Gebiete, die nicht von Unruhen betroffen waren. Im Winter 1911/12 lag sie wieder außer Dienst gestellt in Chongqing.
Ende Mai 1912 wurde sie in Shanghai gründlich überholt und operierte anschließend in diesem Gebiet. Den Winter 1912/13 verblieb sie in Shanghai.
Am 31. März 1914 kehrte sie in ihr altes Operationsgebiet zurück. Ende Juli 1914 ordnete der älteste Seeoffizier der Ostasiatischen Station, Korvettenkapitän Karl von Müller, ihre Verlegung nach Hankou (heute Teil von Wuhan), an. Nach dem Ausbruch des Ersten Weltkriegs wurde sie in Nanjing aufgelegt. Während ein Wachkommando an Bord blieb, begab sich die Besatzung nach Tsingtau. Bereits am 18. August 1914 wurde sie zum Schein an eine Firma in Nanjing verkauft, um einen Zugriff fremder Mächte auf das Boot zu verhindern. Anlässlich des Verkaufs wurde sie in München umbenannt.

## Verbleib
Nach dem Kriegseintritt Chinas auf Seiten der Alliierten wurde die München am 20. März 1917 von den chinesischen Behörden beschlagnahmt und unter dem Namen Li-Tsieh in den Dienst der chinesischen Marine gestellt.
1920 wurde sie der chinesischen Amur-Flottille zugeteilt. Das Boot sank am 16. Oktober 1929 nach einem sowjetischen Luftangriff auf dem Sungari und wurde 1932 abgewrackt.

## Kommandanten
- April/Mai 1910: Kapitänleutnant Oskar Kautter (1882–1920).
- Mai 1910 bis Mai 1912: Kapitänleutnant Johannes Jantzen (1880–1945).
- Mai 1912 bis März 1914: Kapitänleutnant Rudolph Firle (1881–1969).
- März bis August 1914: Kapitänleutnant Heinz Seuffert (1884–?).